# Jan Nepomuk Kaňka
Jan Nepomuk Kaňka mladší (německy Johann Nepomuk Kaňka der jüngere, 10. listopadu 1772, Praha-Staré Město – 15. dubna 1865, Praha-Nové Město) byl přední český právník, rektor pražské univerzity a hudební skladatel.

## Život

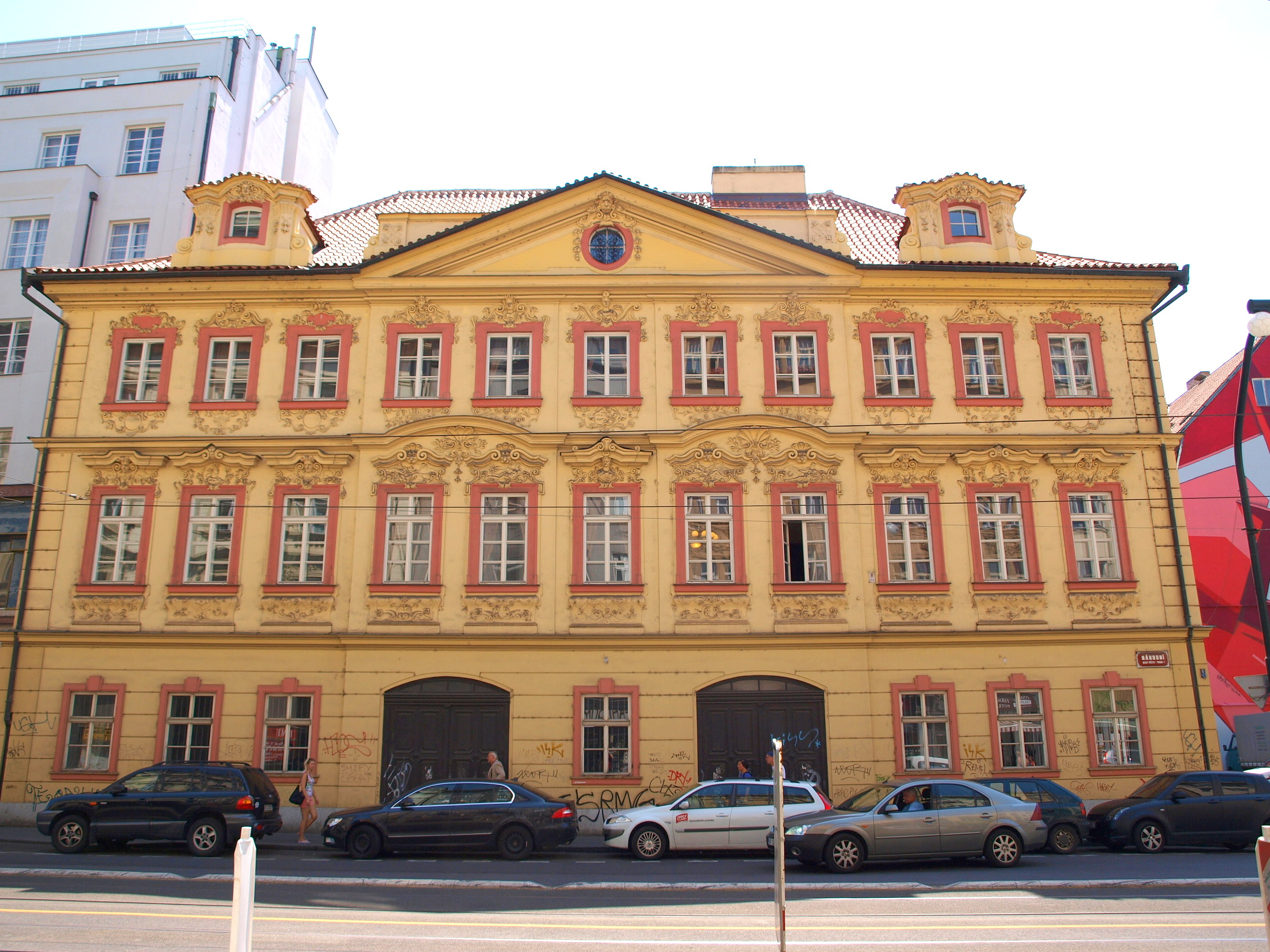
Pražský palác rodiny Kaňkových, zvaný také Kaňkův dům

Byl synem právníka a skladatele Jana Nepomuka Kaňky a vnukem stavitele Františka Maxmiliana Kaňky.

### Právnická činnost
Po studiích práv, která zakončil 1794 získáním titulu Dr. jur., se stal zemským advokátem a od roku 1798 působil ve finanční sféře. Od roku 1812 působil jako kurfiřtský rada v Hesensku a královský rada v Sasku. Byl jmenován profesorem Právnické fakulty University Karlovy a v roce 1815 i jejím děkanem. V letech 1828–1830 byl jmenován do funkce rektora univerzity. Mimo to se věnoval také sepisování právních pojednání.

### Hudební činnost
Kromě toho působil také jako klavírista a hudební skladatel. V roce 1796 se seznámil s Ludwigem van Beethovenem a je znám jako jeho právní poradce. Velmi se také zasadil o rozvoj hudebního života v Praze, kde roku 1840 založil sdružení sv. Cecilie, byl členem Spolku pro chrámovou hudbu a Žofiiny akademie. Působil také jako předseda Pražské konzervatoře.
Jako skladatel komponoval především komorní hudbu, kantáty a písně, přičemž jeho skladby byly ovlivněny stylem Wolfganga Amadea Mozarta. Jeho hudební odkaz je uložen v Českém muzeu hudby.

## Odkaz a potomstvo
Jeho vzdálenými potomky je hudebnická rodina Kaňkova, zejména houslista Libor, jeho bratři Michal (violoncello), klavírista Aleš (pedagog Pražské konzervatoře) a Štěpán (učitel hudby na gymnáziu).
V rekonstruovaném barokním paláci na pražské Národní třídě č. 16, který Kaňkova vdova odkázala advokacii, dnes sídlí Česká advokátní komora.